# Maelbeek/Maalbeek
Maelbeek/Maalbeek – stacja metra w Brukseli, na linii 1 i 5. Zlokalizowana jest za stacją Arts-Loi/Kunst-Wet i Schuman. Została otwarta 20 września 1976. 22 marca 2016 doszło na niej do zamachu bombowego.